# Latter Days
Latter Days este un film de dragoste american despre relația amoroasă dintre un misionar mormon care își ascunde adevărata orientare sexuală (homosexualitatea) și vecinul său, deschis față de orientarea sa. Filmul a fost scris și regizat de C. Jay Cox. În rolurile principale apar Steve Sandvoss în rolul lui Aaron, misionarul  Wes Ramsey în rolul vecinului, Christian. Joseph Gordon-Levitt joacă rolul unui alt misionar, Paul Ryder, iar Rebekah Johnson pe cel al colegei de apartament a lui Christian, Julie Taylor. Mary Kay Place, Amber Benson și Jacqueline Bisset au roluri secundare.
Latter Days a avut premiera la Festivalul Internațional din Philadelphia pentru homosexuali și lesbiene pe 10 iulie 2003. A fost lansat în mai multe orașe din Statele Unite următoarele 12 luni, dar și în alte țări, în special la festivaluri gay. A fost primul film care a avut ca subiect conflictul dintre credința mormonă și homosexualitate, iar prezentarea în unele state americane a iscat controverse. Diferite grupuri religioase au cerut ca filmul să fie retras din cinematografe și din magazinele care aveau DVD-ul, amenințând cu boicotarea.
Filmul a primit recenzii mixte din partea criticilor, cu toate că s-a dovedit a fi popular printre participanții la festivaluri de film.  În 2004 scriitorul T. Fabris a transformat Latter Days într-un roman, fiind publicat de Alyson Publications.

## Sinopsis
Aaron Davis (Steve Sandvoss), un tânăr misionar mormon din Pocatello, Idaho, este trimis în Los Angeles alături de alți trei misionari pentru a răspândi credința mormonă. Aceștia se mută într-o vilă alături de Christian Markelli (Wes Ramsey), care își dorește să devină actor și colega lui, Julie, care își dorește să devină cântăreață. Christian lucrează la Lila's, un restaurant luxos deținut de o fostă actriță, Lila Montagne (Jacqueline Bisset).
Intrigat de noii săi vecini mormoni și sobrii, Christian face un pariu pe 50 de dolari cu cinicii săi colegi de servici că poate să-l seducă pe unul dintre ei. Acesta realizează în scurt timp că Aaron, cel mai neexperimentat dintre misionari, este homosexual.
Aaron și Christian fac cunoștință după câteva întâlniri în complexul de apartamente. Când Christian se taie accidental într-o bucată de metal și leșină, Aaron îl ajută, ducându-l în casă și îi curăță rana. Christian profită de situație pentru a-l seduce pe Aaron și aproape reușește, însă Aaron este deranjat de faptul că acesta îi spune că sexul „nu trebuie să însemne nimic”, replicându-i că pentru Christian „sexul este egal cu o strângere de mână”, iar după ce-l acuză că este superficial, pleacă. Îngrijorat că Aaron ar putea avea dreptate, Christian se alătură proiectului Angel Food pentru a livra mâncare unor bolnavi de SIDA.
Mai târziu, colegul lui Aaron, Paul Ryder (Joseph Gordon-Levitt), are un accident pe bicicletă. Reîntors acasă, Aaron este întâlnit de Christian, care încearcă să-l consoleze cu o îmbrățișare, însă ajung să se sărute, și nu observă când colegii lui Aaron se întorc acasă. Lui Christian i se ordonă să plece. Revine la apartamentul misionarilor a doua zi pentru a explica întâmplarea, dar i se spune că Aaron a fost trimis acasă, în dizgrație. Astfel, începe o confruntare cu Ryder, care este nervos că Christian a „corupt” un tânăr decent, fără niciun motiv anume. Christian recunoaște că inițial voia doar să câștige un pariu, dar că „nu mai e vorba despre pariu”.

Christian încearcă să-l seducă pe Aaron spunându-i că aventura lor „nu trebuie să însemne nimic.”

Observând că Christian chiar este afectat de plecarea acestuia, Ryder îi spune că Aaron are o escală de cinci ore în Salt Lake City. Christian prinde următorul zbor și-l găsește pe Aaron stând singur în zăpadă, pe terminal, iar cei doi își mărturisesc dragostea. Datorită furtunii de zăpadă, toate zborurile sunt anulate, astfel că Christian și Aaron petrec o noapte intimă într-un motel din apropiere. Totuși, când Christian se trezește dimineața, observă că Aaron a plecat, dar că i-a lăsat ceasul de buzunar ca și amintire. Christian se întoarce dezamăgit în Los Angeles.
Sărutul lui Aaron cu un alt bărbat a încălcat regulile bisericii mormone legate de homosexualitate. Ajuns acasă în Idaho, Aaron este excomunicat chiar de către tatăl său (Jim Ortlieb). Acesta este respins de el și este certat cu asprime de către mama lui când îi mărturisește că Christian i-a spus că-l iubește. Aceasta îi spune de pariul de 50$ de care aflase și că trebuie să se roage pentru iertare, cu toate că Aaron nu este de acord, replicându-i că nu e ceva ce a făcut, ci ceva ce el este. Pentru această afirmație, Mary Key îl plesnește, făcându-l să plângă. Copleșit de disperare, încearcă să se sinucidă. Aaron este trimis apoi de către părinții lui la un institut pentru a fi „vindecat” de homosexualitate.
Christian este disperat să-l găsească pe Aaron, reușind într-un final să-i găsească adresa de acasă și numărul de telefon. O sună pe mama lui Aaron, care îi spune „Datorită ție, fiul meu și-a dus o lamă la vene; mulțumită ție mi-am pierdut fiul”. Crezând că Aaron este mort, Christian își petrece următoarele zile gândindu-se non-stop la acesta, purtând mereu ceasul de buzunar cu el. Într-o dimineață la ora 3, Julie ajunge acasă de la studioul de înregistrări și-l găsește pe Christian treaz, pe canapea. Acesta ignoră îngrijorarea Juliei și se reîntoarce în pat. Aceasta descoperă o poezie în telefonul lui Christian, și se decide s-o folosească ca bază pentru noul ei cântec.
Christian pleacă în Idaho pentru a găsi familia lui Aaron, returnându-i în lacrimi mamei acestuia ceasul. Mary Key își dă seama că a fost prea dură în judecata ei, dar e prea târziu să-l oprească pe Christian, care deja plecase. Într-o seară, Julie îi arată videoclipul ei, ceea ce-l uimește pe Christian, care realizează că o parte din versuri proveneau din poemul lui. Julie încearcă să-l convingă pe Christian că a sperat că va ieși ceva bun, cu toate că acesta se simte trădat de faptul că aceasta i-a citit și folosit jurnalul personal fără să-i ceară voie.
Într-o noapte în instituția în care era internat, Aaron aude o voce de femeie cântând și pleacă să investigheze. Descoperă un videoclip la televizor, și își dă seama că e colega lui Christian. La un moment dat vede pe ecran un mesaj care spunea că piesa descrie un prieten al interpretei, ceea ce-l determină pe Aaron să plece în Los Angeles să-l caute pe Christian. Ajuns la apartamentul acestuia, Aaron este dezamăgit de faptul că un bărbat la bustul gol îi răspunde la ușă. Crezând că aceasta este doar o aventură de o noapte și că Christian s-a întors la vechile obiceiuri, Aaron se duce la restaurantul Lilei, pe care o cunoscuse pe vremea când era misionar, ajutând-o să treacă peste moartea partenerului ei de viață. Christian este șocat dar bucuros să-l vadă pe Aaron în viață, iar cei doi se împăcă, după ce Christian îi spune că a subînchiriat apartamentul. Filmul se încheie cu o masă de Ziua Recunoștinței la care participă cei doi, colegii lui Christian și Lila.

## Producția
Latter Days a fost scris de C. Jay Cox după succesul scenariului anterior, pentru Casă dulce casă. Acesta îi oferise lui Cox resursele financiare și aprecierea criticilor, putând acum să scrie o poveste de dragoste mai intimă. Personajele Christian și Aaron sunt inspirate din viața lui. Acesta a fost crescut ca și mormon, până să treacă prin procesul de coming out, și s-a întrebat ce și-ar fi spus cele două jumătăți ale sale dacă s-ar fi întâlnit.
Latter Days a fost filmat în 24 de zile cu un buget estimat la 850.000$. Finanțarea a venit de la investitori privați care voiau să vadă filmul făcut. A fost distribuit de TLA Releasing, o companie independentă de distribuție a filmelor, printr-un parteneriat cu Funny Boy Films, care este specializat în mass-media cu teme gay.

## Distribuția
- Steve Sandvoss în rolul lui Aaron Davis: Aaron este un tânăr mormon din Pocatello, Idaho care în timpul misiunii sale de a predica credințele mormone, se îndrăgostește de Christian și trebuie să aleagă între sexualitatea sa și biserică. Producătorii au trecut prin multe castinguri înainte să-l aleagă pe Sandvoss, despre care au spus că „ne-a dat pe spate”.[14]
- Wes Ramsey în rolul lui Christian William Markelli: Un petrecăreț care dorește să devină actor, Christian își schimbă ideea de fericire când se îndrăgostește de noul lui vecin, Aaron. Ramsey a declarat la interviul inclus pe DVD: „Personajul lui Christian, a fost pe multe nivele, intrigant mie. Am fost foarte bucuros și m-am simțit binecuvântat să am șansa să spun povestea prin ochii lui”.[14]
- Rebekah Johnson în rolul Juliei Taylor: Colega de apartament a lui Christian, Julie încearcă să reușească în industria muzicală și să-l ajute pe acesta să-și revină din depresie.
- Amber Benson  în rolul lui Traci Levine: Traci s-a mutat din New York în Los Angeles pentru a deveni actriță, și lucrează la restaurantul Lilei pentru a se întreține. Lui Traci nu-i place viața din Los Angeles, dar la sfârșit admite că nici New York-ul nu i-a plăcut așa mult.
- Khary Payton în rolul lui Andrew: Andrew își dorește de asemenea să devină actor, dar petrece majoritatea timpului la Lilla, bârfind și spunând glume. Este infestat cu HIV pozitiv de ceva timp, cu toate că boala nu a început să-și arate efectele.
- Jacqueline Bisset în rolul Lilei Montagne: Lila conduce Lila's, restaurantul unde Christian, Traci, Julie, și Andrew lucrează. Iubitul ei muribund este internat în spital, iar ea se află în dilema de a alege dacă să-l mențină în viață sau nu. Despre faptul că personajul său este foarte spiritual și sarcastic cu celelalte personaje, Bisset a spus: „Îmi place umorul, așa că, chiar mi-a plăcut să fac acele glume”.[14]
- Joseph Gordon-Levitt în rolul lui Paul Ryder: Un tânăr misionar, partenerul lui Aaron, Ryder nu este bucuros de faptul că locuiește în L.A. sau că are un vecin homosexual. Gordon-Levitt trebuia inițial să joace rolul lui Aaron, dar producătorii l-au crezut perfect pentru rolul lui Ryder.[14]
- Rob McElhenney în rolul lui Harmon: Harmon este cel mai mare dintre cei patru misionari, fiind considerat liderul lor.
- Dave Power în rolul lui Gilford: Elder Gilford este partenerul misionar al lui Harmon.
- Erik Palladino în rolul lui Keith Griffin: Keith este un homosexual bolnav de SIDA. Cox a spus că interpretarea lui Erik nu era așa cum și-o imaginase el inițial, dar că n-ar putea să-și imagineze pe altcineva jucându-l pe Keith.[14]
- Mary Kay Place în rolul lui Gladys Davis: Mama habotnică a lui Aaron, care nu poate accepta faptul că fiul ei e gay, trimițându-l pe acesta la o instituție pentru a-l „vindeca”.
- Jim Ortlieb în rolul lui Farron Davis: Tatăl lui Aaron, care-l excomunică pe acesta din comunitate după ce află despre orientarea sexuală a acestuia.
- Linda Pine în rolul lui Susan Davis: Susan, sora lui Aaron, este singura din familie care acceptă înclinația sexuală a acestuia. Ea este cea care a descoperit tentativa de sinucidere a lui Aaron.

## Recepție

### Critică
Latter Days a avut premiera la Festivalul Internațional din Philadelphia pentru homosexuali și lesbiene pe 10 iulie 2003. Audiența a apreciat filmul atât de mult, încât i-au oferit ovații. Când distribuția a urcat pe scenă, au mai primit un „rând” de ovații. Filmul a avut parte de o recepție similară o săptămână mai târziu la Outfest, și la Festivalul Internațional de Film Palm Spring. Una dintre persoanele care au participat la Outfest a declarat: „A fost atât de realistic încât m-a speriat. M-am simțit expus când detalii din experiența mea și a altora pe care o cunoșteam au fost expuse pe marele ecran pentru ca toți să privească”. Producția a fost difuzată și la festivaluri de film din Seattle și Washington înainte să fie lansat de-a lungul Statelor Unite în următoarele 12 luni. Aceasta a mai fost lansată în câteva țări, în special la festivale gay, precum cele din Barcelona și Madrid (unde a fost de asemenea o alegere populară) și Mexico City. În 2005 a primit nouă premii pentru cel mai bun film.
Latter Days a fost interzis de lanțul de cinematografe Madstone Theaters, motivând că „nu se ridică la calitatea noastră artistică”. Compania care a lansat filmul a fost presată cu boicoturi și proteste de către grupurile conservatoare pentru a anula lansările planificate. La box office-ul nord american Latter Days a avut încasări de 834.685$ din maxim 19 cinematografe. Recenziile au fost de-asemenea mixte: Scheck Frank de la The Hollywood Reporter a scris că „scenariul lui Cox, cu toate că ocazional conține clișee endemice atât de multor filme cu tematică gay, în general tratează subiectul neobișnuit, cu dignitate și complexitate.” Criticul de film Roger Ebert i-a dat două stele și jumătate din patru, scriind că: „filmul ar fi putut fi (a) o poveste de dragoste gay sau (b) un atac asupra bisericii mormone, dar încearcă să fie (c) ambele de-odată”  Au fost și recenzii pozitive, un critic spunând că Latter Days a fost „cel mai important film gay din ultimii cinci ani”. Los Angeles Times a fost de asemenea de acord, spunând: „odată romantic, pământesc și critic din punct de vedere social, Latter Days este un film dinamic plin de umor și patos”.  Pe site-ul Rotten Tomatoes 45% din critici i-au dat o recenzie pozitivă producției, bazat pe 44 de recenzii, cu un scor aproximativ de 5,4/10.

### Premii
| An   | Festival                                                   | Premiu                | Categorie                                |
| ---- | ---------------------------------------------------------- | --------------------- | ---------------------------------------- |
| 2003 | Los Angeles Lesbian and Gay Film Festival                  | Premiul spectatorilor | Film artistic de lung metraj remarcabil  |
| 2003 | Philadelphia Gay & Lesbian Film Festival                   | Premiul spectatorilor | Cel mai bun film artistic de lung metraj |
| 2004 | Toronto Inside Out Lesbian and Gay Film and Video Festival | Premiul spectatorilor | Cel mai bun film sau video               |
| 2004 | Lesgaicinemad (Madrid Gay & Lesbian Film Festival)         | Premiul spectatorilor | Cel mai bun film artistic de lung metraj |

## Teme
C. Jay Cox a declarat că filmul este în special despre povestea de dragoste dintre cele două personaje. De asemenea este explorată și atitudinea religioasă în fața homosexualității și dilema homosexualilor religioși, nevoiți să aleagă între ceea ce sunt și în ceea ce cred. Un film non-ficțional cu teme similare care a fost în contrast cu Latter Days este Trembling before G-d.
Cox a mai spus că este și o foarte mare ironie, atât în film cât și în viața reală, că o religie atât de concentrată pe importanța familiei, le distruge pe unele prin credința despre homosexualitate. De fapt, Cox nu crede că cineva poate fi și mormon și gay în același timp, iar filmul relevă, conform unei recenzii de pe site-ul killermoviereviews.com, că există o spiritualitate intrinsecă adevărată mai profundă decât o recitare seacă a unui ritual.

## Coloana sonoră
Eric Allaman a orchestrat coloana sonoră a filmului după ce s-au încheiat filmările, compunând o mare parte din ea chiar el. Câteva din scenele care prezintă trecerea rapidă a timpului, precum cea în care Christian îl caută pe Aaron la aeroport au fost orchestrate în stilul muzicii techno. Trei cântece au fost scrise de regizor pentru a fi interpretate de Julie: „Another Beautiful Day”, „More” și „Tuesday 3 AM”. Allaman a fost foarte impresionat de compozițiile lui Cox, astfel că cei doi au compus mai multe piese pentru fundalul filmului.
Albumul ce conține coloana sonoră oficială a fost lansat pe 26 octombrie 2004. Datorită unor motive cauzate de contract, Rebekah Johnson nu a apărut pe album, piesele interpretate de ea fiind cântate de Nita Whitaker.

## Romanul și alte lansări
În 2004, scenariul pentru Latter Days a fost adaptat într-un roman de către T. Fabris, fiind publicat de Alyson Publications. Cartea este o prelucrare fidelă a filmului, dar au fost adăugate câteva scene care explică aspecte confuze din film și au fost incluse mai multe informații despre trecutul personajelor. De exemplu, Ryder îi spune lui Christian unde se află Aaron deoarece el însuși a fost rănit sentimental de o fată în timp ce se pregătea pentru misiune. În roman sunt adăugate și scene de dialog scoase din film.
În Franța titlul filmului a fost schimbat în La Tentation d'Aaron („Tentația lui Aaron”) iar coperta DVD-ului îl arată pe acesta nud într-o ipostază sugestivă. Un nou trailer a fost de asemenea lansat, conținând mai mult material sexual decât cel original.
În Italia Latter Days este distribuit de Fourlab, având ca titlu alternativ Inguaribili Romantici.